# Marian Colomé
Marian Colomé (Gavà, 26 d'abril de 1894 - Gavà, 15 de març de 1979) fou un poeta i narrador català.

## Biografia
Ingressa a l'Escola Pública, dirigida en aquells anys per Felip Solé i Olivé, que assolirà un merescut prestigi en les institucions pedagògiques del país. Comparteix els seus estudis amb el treball al camp per a la pròpia família, i als 15 anys perd la mare i el germà. Als 24 anys, ingressa a una empresa constructora, que en aquells moments traçava la carretera del Port de Viella, en concepte de pagador dels jornalers i resideix a Sarroca de Bellera. El mateix any pot ingressar a les oficines de l'empresa tèxtil Caralt-Mir de l'Hospitalet. Es casa l'any 1922 amb la senyoreta Comabasosa. L'any 1926 ingressa a la Companyia Roca Radiadors, S.A. i pot reincorporar-se així a la vida cultural i social de la seva vila. L'any 1931 el trobem de conseller de l'Ajuntament de Gavà, junt amb Miquel Tintoré i altres companys, però no abandona la tasca literària, tal com demostren els seus quaderns particulars. Es jubila de l'empresa Roca l'any 1959 i moria a Gavà el 15 de març de 1979 i tota la vila va desfilar davant el seu fèretre, en senyal de dol.

## Activitat literària
Inicia la seva activitat literària als 21 anys i a la tribuna d'El Faro del Llobregat, que es publicava a Sant Feliu i del qual era corresponsal Pere Olivé. Amb els companys Miquel Tintoré, Pere Olivé i altres, vers el 1921, funden la primera publicació periòdica apareguda a Gavà: L'Aramprunyà de la qual són els més assidus col·laboradors, junt amb un jove sacerdot, mossèn Joan Baranera. La segona època de L'Aramprunyà es clou el 1923, amb la dictadura de Primo de Rivera. El febrer del 1934 reapareix L'Aramprunyà, tercera època, amb el nom de Marian Colomé a la capçalera, com a director del quinzenal.

## Homenatge
El 1969, el jovent de Gavà du a terme un acte públic de reconeixement a Marian Colomé, per mitjà d'un gran muntatge escènic amb una trama que comprenia des de l'any 1894 fins al 1969, que pretenia ser una biografia de l'escriptor més notable que havia donat la vila, amb el teatre ple de gom a gom.
En el diploma que es lliurà a Marian Colomé en aquella gran diada, podia llegir-se la següent dedicatòria:
«Dipositari de la llavor selecta, n'ha preservat la mena; ha sembrat i avui ha pugut veure granar noves espigues. Les que fruitaran les llavors desitjades per a les grans collites.» Així sia.
La biblioteca pública del municipi, inaugurada en 1991 porta el nom de Marian Colomé